# Nicholas Smith
Nicholas John Smith, född 5 mars 1934 i Banstead, Surrey, död 6 december 2015 i Sutton, London, var en brittisk sångare och skådespelare.

## Rollista i urval
- 1964 – Doctor Who (TV-serie) (3 avsnitt)
- 1968 – Helgonet (TV-serie) (2 avsnitt)
- 1970 – Det våras för svärmor
- 1972 – Canterbury Tales
- 1972–1985 – Are You Being Served? (TV-serie) (69 avsnitt)
- 1975 – Sherlock Holmes' smarta brorsa
- 1994 – Martin Chuzzlewit (miniserie)
- 2005 – Wallace & Gromit: Varulvskaninens förbannelse  (röst)
- 2007 – Guldkompassen  (röst)
- 2008 – Last of the Summer Wine (TV-serie) (1 avsnitt)